# Tanlay
Tanlay é uma comuna francesa na região administrativa de Borgonha-Franco-Condado, no departamento de Yonne. Estende-se por uma área de 38,1 km². Em 2010 a comuna tinha 999 habitantes (densidade: 26,2 hab./km²).